# リサ・デリュー
リサ・デリュー Lisa De Leeuw（1958年7月3日 - 1993年11月11日）は、アメリカ合衆国のポルノ女優。

## 来歴
デリューはモリーン (イリノイ州) で生まれた。
デリューは1970年代後半、数本のスウェディッシュ・エロティカシリーズの短編映画で、ハードコアポルノへの出演を始めた。
彼女は約200本の映画に出演し、XRCO殿堂とAVN殿堂双方のメンバーとなった。
大方の情報源は、彼女が1993年11月11日にエイズにより死去したとしているが、2000年にはまだ生きていたという証言もある。

## 受賞歴
- 1981年 CAFA最優秀助演女優賞 – 『テクニシャン/貴婦人』 (Amanda by Night) [4]
- 1982年 CAFA最優秀助演女優賞 – 『Blonde Heat』[4]
- 1985年 AVN最優秀助演女優賞（映画） – 『ハリウッド・スキャンダル/悦楽の昼と夜』 (Dixie Ray, Hollywood Star) [5]
- 1986年 AVN最優秀助演女優賞（映画） – 『マシュマロ・ウェーブ/巨乳』 (Raw Talent) [6]
- 1993年 XRCO殿堂顕彰
- AVN殿堂顕彰